# قوتیرتاس
قوتیرتاس (به قزاقی: Kotrtas) یک منطقهٔ مسکونی در قزاقستان است که در ناحیه شالقار واقع شده‌است.